# Ferd. Lundquist & Co
Ferd. Lundquist & Co was een warenhuis in Göteborg en een voorloper van het warenhuis van de Nordiska Kompaniets (NK) in Göteborg.

## Geschiedenis
De koopman Ferdinand Lundquist (1837-1916) begon op 17 mei 1864 met een assistent zijn woninginrichtingswinkel, dat toen alleen nog bestond uit een kamer en een etalage. In de loop der jaren groeide en breidde het bedrijf uit door steeds meer kamers over te nemen in het bekende hoekpand aan de Östra Hamngatan 42. Voor de start had Lundquist zeven jaar als verkoopassistent gewerkt bij het bedrijf Uddgren & Holter en bij Salomon & Williamsson, destijds het grootste bedrijf in de woninginrichting in Göteborg. 
Later namen de zonen van Ferdinand Lundquist, Erik en Bror, het warenhuis over en breidden het uit met het blok waar anno 2022 Nordiska Kompaniet is. Daarnaast is er in de naastgelegen wijk een parkeergarage gebouwd met op de begane grond een kruideniersafdeling.
In 1938 waren 325 mensen werkzaam in de vijf panden waaruit het bedrijf bestond. In 1964 was het aantal gestegen tot ongeveer 900 mensen.
In 1941 nam directeur Herman Turitz (eigenaar van onder meer de EPA-warenhuizen) de meerderheid van de aandelen in Ferd over. Lundquist & Co. Met de toename van het aantal afdelingen in de jaren 1940, veranderde het bedrijf van karakter naar een volledig warenhuis. In 1967 werd het warenhuis gekocht door Nordiska Kompaniet (NK). NK bouwde een nieuw warenhuis op de plaats van het oude. In 1971 werd het nieuwe warenhuis, ontworpen door architectenbureau Contekton, geopend.